# Сату-Ноу (Белчешть, Ясси)
Сату-Ноу (рум. Satu Nou) — село у повіті Ясси в Румунії. Входить до складу комуни Белчешть.
Село розташоване на відстані 329 км на північ від Бухареста, 41 км на північний захід від Ясс.

## Населення
За даними перепису населення 2002 року у селі проживали 1909 осіб, з них 1908 осіб (99,9%) румунів. Усі жителі села рідною мовою назвали румунську.